# Армия Саксонии
Саксонская армия (нем. Sächsische Armee) была армией курфюршества, а затем королевства Саксония и существовала как постоянная армия с 1682 года. В курфюршестве называлась Курфюрстской саксонской армией, с 1807 года — стала Королевской саксонской армией (нем. Königlich Sächsische Armee).
Армия сформировала саксонский контингент в составе контингентных армий Германского союза и Северогерманского союза и, в соответствии с конституцией от 16 апреля 1871 г., оставалась юридически независимой даже в Германской империи. В результате поражения Германии в Первой мировой войне и падения монархии в Саксонии страна утратила свою ограниченную военную автономию, и в 1919 году саксонская армия была объединена с армией Веймарской республики.

## История

### Вассальная и наёмная армия
У первых герцогов и курфюрстов Саксонии были только личные телохранители. На случай похода также создавался небольшой отряд рыцарей для защиты правителя. Настоящая армия поднималась только при угрозе вторжения в собственные владения, для поддержки другого правителя в походе или в междоусобицах. Герцог обеспечивал рыцарей на лошадях оружием, снаряжением и денежным содержанием. Горожане и крестьяне служили своим феодалам в качестве пехотинцев. При наступлении мира войско распускалось.
Несмотря на отсутствие подготовки, эти вассальные армии приносили победы своим лордам. Маркграф Мейсенский Фридрих III успешно боролся с графом Генрихом VIII Хеннеберг-Шлейзингенским. Маркграф женился на его дочери Катарине фон Хеннеберг после окончания военных действий, чтобы покрепче привязать к себе дом Хеннебергов. Фридрих I Воинственный одержал победы со своими армиями над швабами и рейнландцами, а также над армией Филиппа Нассауского. Кроме того, в войне против гуситов он одержал важную победу в битве при Брюксе в 1421 году. В 1426 году саксонская армия проиграла гуситам в битве при Усти. В этом сражении пали 500 рыцарских вассалов и двенадцать графов. Его сын Фридрих II Кроткий сражался против графов Орламюнде и Шварцбурга, а также лордов Треффара и других противников.
Как первый герцог Саксонии, Альбрехт Смелый использовал наёмников, которые после окончания войн как и вассалы распускались. После этого на службе у герцога остались только телохранители и пехотинцы для охраны городов и замков. Вплоть до герцога, а затем и курфюрста Морица регулярно набирались армии наёмников. Герцог Мориц был первым, кто осознал ценность постоянной армии для защиты страны. Во время его правления части наёмной армии использовались для оккупации более крупных городов, таких как Дрезден, Лейпциг и Пирна, которые были укреплены. Кроме того, наёмники также использовались в качестве постоянных войск, занимающих крепости и поместные замки.
Герцог также начал издавать указы для войск, что заложило первые нормы и правила обращения с оружием и снаряжением. Введение огнестрельного оружия также означало, что армейские управления теперь были разделены на полки и роты. Пехота также делилась на Fähnlein, а кавалерия — на эскадроны, подразделения позволяли лучше командовать солдатами на поле боя. Эти изменения позволили к середине XVI в. эффективно командовать крупными армиями численностью до 100 тыс. человек и использовать их в войне.
Основным недостатком наёмных армий было отлучение дворянства от национальной обороны. Кроме того, наёмные армии иногда было трудно контролировать, они часть занимались грабежом местного населения. После того, как наёмные армии стали обычной практикой в XVI в., содержание этих войск становилось всё более дорогим. Это было одной из причин, по которой в начале XVII века в ряде центральногерманских земель была вновь введена обязательная военная служба.

### 1612—1682 год
Во время правления курфюрста Иоганна Георга I (1611—1656) в саксонской военной системе были проведены далеко идущие реформы. В 1612 г. парламент одобрил закон об оборонительной армии, что стало первой попыткой содержания постоянных войск, сформированных без согласия императора. Правовой основой для этого послужил Reichsexecutionsordnung 1555 г. В последующие годы были зачислены два пехотных полка по восемь рот (по 520 человек в каждом) и два конных полка по 930 и 690 человек. Кроме того, с 1593 года имелась рыцарская кавалерия в двух полках. Наконец, имелось 1500 окопных рабочих и 504 прислуги для армейских повозок и орудий. Таким образом, саксонские оборонительные силы достигли общей численности почти 14 тыс. человек. Перед ней стояла задача защиты границ страны от нападений извне и защиты фиксированных мест, отсюда и название «Защитник» (лат. «Verteidiger»). После 1619 г. они неоднократно использовались для занятия пограничных проходов на Рудных горах Три роты пехотинцев Old Dresden Fähnlein, Pirnaisches и Freiberger Fähnlein с 304 солдатами были расквартированы вокруг Дрездена для защиты столицы земли. Однако военная мощь Defensionswerk не могла должным образом защитить границы страны, и военное значение этой силы было сильно ограничено. После 1631 года саксонские города, осаждённые шведами или имперскими войсками, можно было легко взять. Только Фрайберг дважды выдерживал осады.
В начале Тридцатилетней войны курфюршество от имени императора подготовило 12 тыс. армию под командованием графа Вольфганга фон Мансфельда и сражалась против богемских протестантов, начиная с кампании в Верхней и Нижней Лужице 1620 г. Важнейшим событием была осада Баутцена. После овладения двумя Лужицами постепенно усиливающаяся саксонская армия вторглась в Силезию, и сражалась там до прихода австрийцев в 1622 году. После этого войска ещё набирались в 1623 г., но общая обстановка позволила в следующем году распустить почти все войска. После жестокой осады Магдебурга саксонский правитель перешёл на сторону протестантов, и весной 1631 года собрал новую армию численностью более 52 тыс. человек. Как и в большинстве протестантских стран, новые саксонские полки сражались в терциях. Основными типами солдат были мушкетёры и пикинёры в пехоте и кирасиры и драгуны в кавалерии.
| Род войск         | Число отрядов | Численность |
| ----------------- | ------------- | ----------- |
| Кирасиры          | 169           | 19 756      |
| Драгуны           | 16            | 1.808       |
| Пехота            | 136           | 30.416      |
| Артиллерия        | 2             | 250         |
| Общая численность | 323           | 52.229      |

Кирасиры появились только в начале шведского периода из-за того, как они сражались, но прежде всего из-за более высоких затрат. Драгуны составляли конную пехоту. У саксонцев не было лёгкой кавалерии, подобной имперской. Кроме этих типов, были артиллерийские офицеры, землекопы, мостовики и корабельщики, военные мастера. Верховное командование было отдано фельдмаршалу Гансу Георгу фон Арним-Бойценбургу. Курфюрстская саксонская армия получила своё первое боевое крещение в Первой битве при Брайтенфельде в 1631 году. В 1633 г. курфюрстская саксонская армия завоевала Верхнюю Лужицу и после двухдневной осады взяла крепость Баутцен. Впоследствии армия вторглась в Силезию и нанесла сокрушительное поражение имперской армии под командованием Коллоредо в битве при Легнице. Войска Католической лиги потеряли 4000 человек убитыми и ранеными. Это поражение вынудило германского императора заключить мир с Саксонией.
Заключённый в 1635 году Пражский мир снова сделал шведов врагом саксонцев. После второй битве при Брайтенфельде в 1642 году имперско-саксонская армия была разгромлена, а курфюршество было оккупировано шведами. Военные действия между Швецией и Саксонией были прекращены только Кётшенбродским перемирием в 1645 году. Саксония была одним из победителей Тридцатилетней войны с точки зрения территориальных завоеваний. В Рейхстаге Саксония получила пост президента Евангелического блока и отныне была ведущей протестантской державой в Священной Римской империи. С 1648 г. немецкие правители смогли руководить постоянными армиями. После ухода шведов из Саксонии в 1650 году, Иоганн Георг сократил свою армию, через год полевая армия была расформирована. На службе у курфюрста остался только 121 кавалерист, 143 артиллериста и 1452 пехотинец.
После смерти курфюрста 1656 году его сын Иоганн Георг II (1656—1680) стал новым правителем, он считался любящим пышность монархом. Несколько гвардейских формирований поддерживали великолепие пышной придворной жизни курфюрста. В 1660 г. телохранители были усилены отрядом хорватских всадников и создана швейцарская пешая гвардия. При нём саксонская армия немного увеличилась. Оборонительный спад 25 октября 1663 г. был первым шагом на пути от оборонительных работ к постоянной армии. Место защитников занял корпус из 3000 человек, разделённый на шесть прапорщиков и находившийся в постоянной боевой готовности. Курфюрст и поместья разделили расходы на содержание. Иоганн Георг также создал несколько полков, которые поддерживали имперскую армию на Рейне в войне против Франции в 1673 году. Иоганн Георг II признал, что для защиты страны необходимо увеличение артиллерийских войск и использовал период внутреннего мира для расширения своей артиллерии. Также он поручил укрепить оборону больших городов.

### Создание постоянной армии (1682—1699)
Курфюрст Иоганн Георг III считается основателем постоянной армии в Саксонии. Он начал военную карьеру в сухопутном курфюрстском лейб-полку, с которым принял участие в кампании в Венгрии и в битве при Леванце 9 июля 1664 года отличился как полководец. В войне против Франции 1676—1678 годов он возглавлял саксонский контингент и был командиром кавалерийского полка курпринца Иоганна Георга. После смерти отца он стал курфюрстом Саксонии в 1680 году, сократил роскошный двор своего отца и вместо этого хотел помочь императору в борьбе против турок. Курфюрст также хотел конкурировать в политическом и национальном отношении с курфюршеством Брандербург, стремясь обойти его в лидерстве внутри империи.
Необходимым для этого инструментом стала первая постоянная саксонская армия. В 1681 году он убедил саксонские сословия в том, что прежняя практика наёмных армий обходилась дороже постоянной армии. При этом он смог опираться на Reichsdefensionsordnung, принятый Рейхстагом в 1681 году с целью реорганизации имперской конституции перед лицом внешних угроз. В 1682 г. существовавшие до того времени корпусные и гвардейские войска, а также другие более мелкие части были переформированы в линейные полки. В то время армия состояла из шести пехотных полков по восемь рот в каждом и пяти кавалерийских полков, общая численность составляла 10 тыс. человек. Полевая артиллерия имела численность в 24 орудия. Создав постоянную армию, он вместе с Бранденбургом и Баварией модернизировал военную мощь страны.
4 июня 1683 года Иоганн Георг III вступил в союз с императором Леопольдом I с целью защиты империи. С июля турки осадили Вену., саксонцы прислали контингент из 11 тыс. человек, который вместе с поляками при штурме османского лагеря. В 1686 году он снова поддержал войну императора Леопольда с турками, и в обмен на субсидию в 300 тыс. талеров отправил в Венгрию вспомогательный корпус в 5 тыс. человек. Два кавалерийских и три пехотных полка успешно приняли участие в штурме Буды 2 сентября 1686 года. 6 сентября 1688 г. полк Курпринца в 1.5 тыс. человек принял участие в осаде Белграда. В 1685 году он уже сдал в аренду Венецианской республике 3000 саксонцев для войны в Морее за 120 тыс. талеров на два года, домой вернулась лишь половина. Кроме того, в 1688 году он оставил до 10 тыс. человек (Soldatenhandel) Голландии. В том же году Людовик XIV нарушил перемирие, заключённое с империей, и двинулся на равнину Рейна. Иоанн Георг III. двинулся во Франконию со своей 14-тысячной армией в октябре 1688 года. После объявления войны Франции 3 апреля 1689 г. курфюрстская армия приняла участие в осаде и взятии Майнца 11 сентября 1689 г.. В 1690 и 1691 гг. саксонская армия входила в состав имперской, верховным главнокомандующим которой был Иоганн Георг III. Он умер во время кампании на Рейне.
Его сын Иоганн Георг IV, который был с ним в походе, был назначен курфюрстом и принял присягу на верность своей армии, пока они ещё находились в лагере. Новый курфюрст решительно выступал за дальнейшее расширение постоянной армии. В конечном итоге им и сословиями было достигнуто соглашение профинансировать армию размером 12 тыс. человек. В 1692 г. курфюрст организовал в Дрездене-Нойштадте кадетскую школу, где 165 кадетов начали офицерскую подготовку. Курфюрст также создал гвардейский кавалерийский полк Grands-Mousquetaires. При курфюрсте Августе для саксонской армии начался новый период расцвета.

### Северная война (1700—1716)
Около 1700 года Саксония считалась сильным государством европейского масштаба, в том числе из-за отсутствия эксклавов. Внутри самой империи имперские князья добивались политического суверенитета от сумевших закрепить за собой престол Габсбургов. Чтобы избежать угрозы потерять власть и статус, немецкие князья пытались приобрести королевскую корону за пределами империи. Помимо Бранденбурга, курфюрст которого короновал себя королём в Пруссии в 1701 году, и заключившего в 1714 году унию с Великобританией Ганновера, это удалось сделать только Саксонии в июне 1697 г., когда Август был выбран королём Речи Посполитой на выборах. С тех пор Саксония оказалась вовлечённой в различные политические и военные конфликты, которые в долгосрочной перспективе намного превышала возможности курфюршества. После воцарения молодого шведского короля Карла XII Саксония, Дания и Россия сформировали Северный союз с целью увеличить свои владения за счёт соседа. Август был вынужден отдать 12 тыс. солдат императору для войны с Турцией, и он начал набирать новых солдат для будущей войны. Многие из этих полков дислоцировались в северной Польше, чтобы как можно быстрее отразить возможное нападение шведов.
Курфюрст не хотел дожидаться нападения шведского короля и вторгся в Ливонию весной 1700 года, которую после избрания пообещал вернуть бывшую польскую провинцию. Он уже имел 41 эскадрон кавалерии и 24 батальона пехоты, а также пытался подчинить себе коронное войско, которое подчинялось сейму. Быстро завоевав регион, Август II надеялся возглавить эту армию, чтобы повести её на войну против Швеции. Поход в Ливонию положил начало Северной войне. Крепость Дюнамюнде и Кобершанце были сначала завоёваны саксонской армией под командованием фельдмаршала Якоба Генриха фон Флемминга. В 1700 году Рижская крепость дважды подвергалась осаде, но устояла из-за нехватки у осаждающих орудий и боеприпасов. Высадка шведских войск под командованием Карла XII вынудила саксонскую армию отступить на польскую территорию после очередного поражения в битве на Двине.
Из-за неэффективности и неудачного руководства король Польши был вынужден увеличить и перестроить свою армию. Существующие линейные пехотные полки за 1701 год должны были увеличиться с 10 до 24, каждый полк должен был состоять из 13 рот и иметь гренадерскую роту. Личный состав каждой роты был увеличен с 72 до 120 солдат. Король также снабдил все пехотные полки новыми кремнёвыми ружьями, чтобы увеличить огневую мощь линейной пехоты. Весной 1702 года шведская армия вторглась в Польшу и угрожало Варшаве, Карл XII хотел изгнать саксонского короля с польского престола и заменить его Станиславом Лещинским. Несмотря на уже сделанные улучшения, саксонская армия потерпела поражение в битве при Клишове. Контроль над Польшей был уступлен шведам, которые в 1706 году смогли заключить Альтранштедтский мир. Участие саксонских войск в войне за испанское наследство с 1702 по 1704 год и с 1705 по 1712 год также оказало негативное влияние на курфюршество.
В результате негативного опыта войны со шведской армией, которая в то время считалась лучшей в Европе, были проведены реструктуризация и нововведения. В 1704 и 1705 годах правила строевой подготовки были пересмотрены и опубликованы для пехоты и кавалерии генералами фон Шуленбергом и фон Флеммингом. В последующие годы эти уставы непрерывно совершенствовались и завершились введением в 1729 г. новых уставов, которые теоретически и практически применялись в полках так называемого строевого лагеря. В 1706 году был основан Тайный кабинет под руководством оберхофмаршала Пфлюгка. В состав кабинета входили министерские посты внутренних и внешних дел и военных дел. Этим шагом сильно ограничивалось влияние саксонских сословий на военные и политические решения. Министры назначались непосредственно курфюрстом. Этот кабинет на самом деле служил только для дальнейшего расширения абсолютизма, который Август Сильный хотел навязать в Саксонии. Граф Флемминг был назначен первым министром по военным делам. С помощью этого учреждения саксонский курфюрст мог по своему желанию увеличивать свою армию и обеспечивать её финансовыми ресурсами, не прося об этом саксонского государственного парламента. Этот кабинет стал основой для массового расширения саксонской армии.
Во время Северной войны полки большей частью не имели заявленной численности. Август II оставил за собой право самому решать все повышения, он вёл учётные карточки для всех офицеров с точными обозначениями руководства и образа жизни. Пенсии офицеров также устанавливались лично курфюрстом. В соответствии с саксонской традицией, он усилил свою постоянную армию сухопутными ополчениями во время Северной войны. Они в основном отвечали за защиту границ страны. Ополчения состояли из саксонских граждан, которых дважды в год призывали на боевую службу и обучали обращению с оружием. Эти ополчения были важными резервами во время реорганизаций 1709 и 1716 годов, в 1717 г. они были распущены и преобразованы в четыре окружных полка общей численностью 2 тыс.человек.

### Реорганизация и усиление армии (1717—1733)
После окончания участия в Северной войне мирный период продлился более 15 лет, за который Август в ходе военной реформы создал хорошо обученную и современную армиию численностью в 30 тыс. человек. В январе 1717 г. начальниками полков стали и командиры полков, что должно было сблизить их с солдатами. Кроме того, новобранцы набирались почти исключительно из Саксонии, и по приказу саксонского курфюрста при их наборе больше не применялась сила. В этом отношении саксонская армия отличалась от армий большинства других германских государств.
28 августа 1726 г. была урегулирована инвалидная система и основан инвалидный корпус, состоявший из двух батальонов по четыре роты в каждом. Каждая рота имела целевую численность 166 человек. Инвалиды были разделены на полностью и частично нетрудоспособных. Эти солдаты должны были выполнять только обязанности караула и экипажа. Они были развёрнуты в саксонских крепостях Кенигштайн, Зонненштайн, Виттенберг, Плейссенбург, Мейсен, Цейц, Вальдхайм, Айслебен и Вермсдорф. В корпусе было четыре офицерских должности: генерал-лейтенант, генерал-майор и два полковника.
После того, как реформы были завершены, курфюрст провёл войсковой смотр в 1730 г., ставший известный как лагерь удовольствий в Цайтхайне. В то время саксонская армия состояла из 40 эскадронов кавалерии и 76 батальонов пехоты общей численностью в 26 462 человек.
В 1732 году Саксония была разделена на четыре генеральства, и впервые были размещены войска. Это имело значительные преимущества в обеспечении дисциплиныи, обучении и руководстве полками. До этой реформы подавляющее большинство новобранцев размещалось в частных домах. Отныне содержание полков также оплачивал курфюрст, чтобы больше не было обмана с войсковым и оперативным составом полков. При этом в одиннадцати пехотных полках число рот выросло с 8 до 12. Ниже приведён список всех полков саксонской армии в 1732 году, их гарнизонных городов и мест размещения:
Кроме того, были возвращены все войска иностранных государей, находившиеся на саксонском жалованье. Основанный его отцом кадетский корпус в 1723 году был переименован в рыцарскую академию. Академия получила собственное здание в Дрездене. В 1732 году кадетский корпус переехал в дом на Риттерштрассе в Дрездене, который Вакербарт построил на свои средства и в котором первоначально жили телохранители графа Рутовского. С 1730 по 1733 год армейские уставы были вновь пересмотрены. Комиссия, состоявшая из высокопоставленных саксонских офицеров, приняла положения об экономике, о вооружении, об униформе и об отпусках команд.
Создав армию, Август попытался избежать дальнейших войн. У него не было ни финансовых средств, ни жителей для дальнейшего восстановления саксонской армии. В последние годы своего правления он сформировал ещё два кирасирских полка, два полка шевольежа и четыре пехотных полка. Когда Август II умер в Варшаве 1 февраля 1733 года, он оставил после себя саксонскую армию численностью более 26 тыс., которая отличалась очень высоким уровнем подготовки солдат и их снаряжением. Саксонская армия могла противостоять любой другой европейской армии того времени.

### Война за польское наследство и первые две Силезские войны (1733—1745)
Фридрих Август II продолжал наращивать саксонскую армию. Как и его отец, он также претендовал на польскую корону. Его главным противником снова стал Станислав Лещинский, у которого были влиятельные сторонники. По договорам с Россией и Австрией саксонскому курфюрсту была обещана польская корона. Союзники сплотили свои войска на границах с Польшей в 1733 году, Саксония также мобилизовала войска (разделённые на два корпуса, 30 эскадронов и 21 батальон общей численностью около 20 тыс. человек). Весной 1734 года саксонцы вошли в Польшу и после мелких стычек заняли страну. 17 января 1734 года Фридрих Август II как Август III был избран королём Польши и великим князем литовским. В результате против нового короля вспыхнули восстания, которые были подавлены оккупационными саксонскими войсками.
С апреля 1736 г. были введены проводные списки для всех офицеров. В них каждому офицеру давалась служебная аттестация. Проводники были разделены на несколько заголовков, в том числе о том, правильно ли офицер обращался со своими подчинёнными, был ли он сведущ в тактических вопросах, имел ли он дисциплинарные пороки. Август III основал Военный орден Святого Генриха 7 октября 1736 г. как военный рыцарский орден с династическим характером. Этой наградой он хотел отметить офицеров, отличившихся в боевых действиях. Он был во времена правления Августа III награждён всего 30 раз. С 12 апреля 1738 года четыре полуинвалидных роты были преобразованы в пять гарнизонных рот для пяти крепостей в Саксонии (Виттенберг, Кенигштайн, Зонненштайн, Штольпен и Плейссенбург). Кроме того, было оговорено, что в этих ротах могут служить только полуинвалиды, а не здоровые солдаты.
С 1 октября 1742 г. в каждом пехотном полку постоянно формировалась гренадерская рота. Предыдущий порядок, при котором в каждой роте служили двенадцать гренадеров, а на случай войны формировались в самостоятельные роты, себя не оправдал. С 1742 г. гренадеров обучали отдельно и в случае необходимости развёртывали в отдельные гренадерские батальоны в качестве авангарда армии. В то время гренадер имел высший статус в саксонской пехоте, лучших солдат из каждого пехотного полка объединяли в гренадерскую роту и обучали. Август III продолжил внешнюю политику своего отца. Он пытался осуществить мечту своего отца о великом саксонце в Европе и был неизбежно втянут в Силезские войны. Когда в 1740 году прусский король Фридрих II вторгся в нейтральную Саксонию, у Веттинов не было выбора. В Первой Силезской войне (1741—1742) саксонские войска были вынуждены сражаться на стороне Пруссии против монархии Габсбургов. Саксонская армия численностью 20 000 человек осадила и завоевала Прагу вместе с пруссаками и французами в ноябре 1741 года. В следующем году саксонская армия участвовала в меньших стычках. 25 июня начался обратный марш из Богемии через хребет Эрцгебирге у Циннвальда. Саксонские потери в этой кампании были небольшими. При осаде Праги трое офицеров и 10 рядовых погибли, 7 офицеров и 54 солдата были ранены.
Во Второй Силезской войне (1744—1745) курфюрст сначала оставался нейтральным и позволил прусскому королю Фридриху II пройти со своими войсками через Саксонию в направлении Богемии. Позже курфюрст перешёл на другую сторону и воевал на стороне австрийцев. Весной 1745 года саксонский вспомогательный корпус двинулся в сторону Силезии вместе с австрийской армией под верховным командованием герцога Иоганна Адольфа II фон Вайсенфельса. Саксонский корпус насчитывал 18 батальонов, 20 эскадронов, 30 улан и 32 орудия. В битве при Гогенфридеберге 4 июня 1745 года саксонско-австрийская армия потерпела поражение от пруссаков. Армия саксов и австрийцев насчитывала в общей сложности более 71 000 человек. Напротив них находилась прусская армия численностью примерно на 8000 человек меньше. Несмотря на численное превосходство, битва была проиграна. Саксонские потери составили 2029 убитых и 915 раненых. Всего было убито около 4000 человек, около 3700 ранено и ещё 5650 человек взято в плен пруссаками. Пруссаки также понесли огромные потери: 4737 человек убитыми и ранеными. Саксонский вспомогательный корпус в Богемии, находившийся под контролем австрийцев, также не мог противостоять прусской армии. Саксы проиграли битву при Сооре в сентябре 1745 года вместе с австрийцами. Из 32-тысячной армии более 6400 человек были убиты или ранены. Войска, отступившие после битвы при Гогенфридеберге, в ноябре соединились под Католиш-Хеннерсдорфом с австро-саксонским корпусом, шедшим на север из Богемии. Прусский король решил атаковать без предупреждения. 23 ноября 1745 года прусская армия атаковала неподготовленные саксонско-австрийские войска и разгромила их сокрушительным образом.
Избирательные войска отошли к Дрездену и заняли позиции у Кессельсдорфа. В последующем сражении при Кессельсдорфе 15 декабря 1745 года саксонско-австрийская армия под командованием фельдмаршала Фридриха Августа графа Рутовского потерпела сокрушительное поражение. 14 500 солдат были ранены или убиты. Из них в саксонской армии было 58 офицеров и 3752 унтер-офицера и солдата. Ещё 141 офицер и 2800 унтер-офицеров и солдат попали в плен к Пруссии. Эта проигранная битва положила конец последней попытке Саксонии утвердиться вместе с Пруссией. 18 декабря саксонский генерал Адам Хенрик Бозе вручил королю Фридриху II ключи от города. В Дрездене Фридрих Великий отобрал 1600 лучших из окружных войск дрезденского гарнизона и увёз их в Пруссию. Он включил этих солдат в свои гвардейские формирования. Дрезденский мир, заключённый 25 декабря, положил конец Второй Силезской войне..

### Сокращение армии и начало Семилетней войны (1745–1756)
После Второй Силезской войны государственный бюджет становился всё более убыточным. Щедрый образ жизни монарха, репарационные выплаты Пруссии и растущая коррупция при дворе привели к потере доходов государственной казны. Отвечавший за государственные дела в Саксонии и государственное казначейство граф Генрих фон Брюль урезал финансовые средства саксонской армии и сократил количество войск. В 1746 г. целевая численность пехотной роты составляла всего 95 человек; кирасирский полк L'Annonciade был расформирован. В 1748 году премьер-министр приказал распустить ещё девять кавалерийских полков и четыре пехотных полка из-за отсутствия средств. В состав расформированных полков вошли кирасирские полки фон Минквица, О'Бирна, графа Роннова и полк Дальвица, а также полк Лейбдрагонера, Принца Зондерсхаузена и Вторая гвардия; полки Bellegarde, Jasmund и Allnpeck были сделаны пехотой. Солдаты расформированных полков были приписаны к оставшимся полкам. Оставшаяся численность пехоты составляла 20 128 человек, кавалерии - 10 208 , не считая 2518 улан, а окружные войска сократились до 7920 человек.t.
Двух миллионов исчисленных на снабжение и содержание армии талеров было недостаточно. В 1749 г. пехотные полки были сокращены с восемнадцати до двенадцати рот, кавалерийские - с двенадцати до восьми эскадронов на полк. Только в пехоте было уволено 268 офицеров. Им приходилось зарабатывать на жизнь небольшим пособием в ожидании (пока они не были реинтегрированы в армию) или ещё меньшей пенсией. Выплата жалованья всё более и более отставала, так что моральное состояние войск сильно страдало, а дезертирство увеличивалось. Хотя военного бюджета было недостаточно, он был сокращён ещё на 400 тыс. талеров. В 1750 г. каждая рота пехоты была сокращена на одного офицера и 20 солдат. В этих условиях страдала и подготовка солдат; между 1745 и 1753 годами прошло лишь одно полевое учение в Юбигау близ Дрездена. Численность армии на этих учениях составляла всего 26 826 человек, включая войска округа.
В 1755 году целевая численность на кавалерийскую роту должна была быть уменьшена до 30 конных солдат, а на пехотную роту - до 49 солдат. В силу своего географического расположения Саксония была для Пруссии опасным соседом, который мог в любой момент оттеснить прусские войска в Богемии в тыл или в Силезии во фланг. Фридрих решил оккупировать курфюршество внезапным нападением и без предварительного объявления войны. Главнокомандующий армией граф Рутовский предостерёг курфюрста от нападения. Он просил у Августа III разрешения привести в боевую готовность саксонскую армию на этот случай и собрать её в Штруппене над Пирной. 26 августа всем полкам было приказано идти к Штруппену. Марш был настолько поспешным, что у большинства полков почти не было провизии и боеприпасов. Из-за финансовых сокращений армия была совсем не готова к войне и не могла поддерживать обучение солдат на современном уровне..
2 сентября прусские войска в 70 тыс. человек вторглись в Саксонию и осадили саксонцев в Пирне. После этого Фридрих вошёл в Богемию и разбил австрийскую армию в битве при Лобозице. Союз с австрийскими войсками не удался, поэтому саксонской армии пришлось 16 октября капитулировать перед превосходством Пруссии. Саксонская армия была взята в плен в составе 18 177 человек, которых Фридрих II включил в состав прусской армии. Однако четыре кавалерийских полка и два уланских полка, дислоцированные в Польше, избежали этой участи, и все они должны были сражаться против Пруссии на австрийском жалованье с 1757 года.

### Семилетняя война и реформы (1757–1778)
Весной 1757 года дезертирство саксонских солдат на прусской службе приняло огромные размеры. Так называемые ревертенты (возвращенцы) не чувствовали себя связанными прусской присягой на верность, которая была дана под принуждением. Полк принца Фридриха Августа, гарнизон которого находился в Люббене и Губене, двинулся единым корпусом без особого сопротивления со стороны прусских казарм в направлении Польши. Здесь он двинулся в сторону Королевской Венгрии, где присоединился к Свободному саксонскому корпусу под Прессбургом. Эта так называемая «коллективная работа» находилась под верховным командованием принца Франца Ксаверия Саксонского. В октябре 1757 г. корпус насчитывал 7731 человека. Поскольку возвращение в Саксонию был невозможно, а Свободная саксонская армия не могла сама себя содержать, саксонская принцесса Мария Жозефа передала корпус королю Франции, который взял его на жалованье в 1758 году. Контракт заключался на один год, но регулярно продлевался, последний раз в 1762 году. Однако целевая численность в 10 000 человек так и не была достигнута. 23 марта 1763 г. войска начали обратный марш в Саксонию. 12 батальонов продолжили традиции своих основных частей, попавших в прусский плен в 1756 году. По мере развития войны к войскам присоединялось всё больше и больше саксонцев, завербованных пруссаками из страны и никогда ранее не служивших под родным флагом. Примерно к 1760 году только четверть солдат составляли «старые» саксонцы, взятые в плен пруссаками близ Пирны. Были также многочисленные саксонские ветераны, которые вели партизанскую войну против прусских оккупантов. Они организовались в группы от нескольких голов до нескольких сотен человек.
С другой стороны, ранее дислоцированные в Польше кавалерийские части сражались на австрийском жаловании: полк гвардейских карабинеров, три полка шевольгеров и два отряда уланов.
15 февраля 1763 года между Пруссией и её противниками был подписан Губертусбургский мир. К концу войны  курфюршество превратилась в незначительное европейское государство.
В апреле 1763 г. саксонский корпус вернулся в Саксонию и частично двинулся в гарнизонные города. После Семилетней войны саксонская армия состояла из 13 пехотных и 12 кавалерийских полков. Август III умер 5 октября 1763 года, и его сын Фридрих Кристиан занял пост курфюрста. Он отказался от права на польскую корону и хотел сосредоточиться на восстановлении Саксонии и армии. Фридрих Христиан умер всего через несколько недель, и его брат принц Ксавьер, возглавлявший саксонский корпус против Пруссии, принял на себя руководство электоратом в качестве администратора при несовершеннолетнем сыне покойного Фридрихе Августе I (1763–1827). Под его руководством армия была реструктурирована и увеличена, образцом была прусская армия.. Пехотные полки были разделены на три батальона с двумя гренадерскими и двенадцатью мушкетёрскими ротами. Плановая численность полка составляла 1672 старших и унтер-офицера и солдата.
На армейском смотре 1763 г. пехота насчитывала 9842 человека, в том числе 651 офицер. Кавалерия насчитывала 4810 всадников, в том числе 336 офицеров. Артиллерия насчитывала 1158 человек. В саксонских крепостях 477 солдат считались гарнизоном. Тем не менее, ввиду финансового бремени предыдущей войны, к 1767 году полки были укомплектованы только до половины запланированной численности. С этого времени гарнизонную службу в Дрездене в течение года нёс один из пехотных полков.  На армейском смотре в 1768 году общая численность пехоты возросла до 16 449 человек, армии - до 23 567 солдат. Принц Ксаверий возродил Военный орден Святого Генриха в 1768 году. Он изменил выгравированный девиз ордена на «Virtuti in Bello» («Храбрость на войне») и добавил ещё один класс к ордену. В 1776 г. были введены новые правила строевой подготовки пехоты.

### От войны за баварское наследство до войны с Наполеоном (1778—1805)
Саксония оказалась втянута в кабинетную войну за баварское наследство, ибо курфюрст выдвинул оценивал свою долю наследства .. Весной 1778 года саксонский армейский корпус вместе с Пруссией вторгся в Богемию. В состав корпуса входило десять пехотных полков, шесть гренадерских батальонов и шесть кавалерийских полков саксонской армии. Командовал им генерал-лейтенант граф Фридрих Кристоф цу Зольмс-Вильденфельс. В этой кампании впервые использовался недавно созданный Feldjägerkorps. Его общая численность составляла 498 человек, и он основывался на оперативной тактике и уставах прусских аналогов. Солдаты этого корпуса набирались из охотников и снайперов. Все члены этого отряда были саксами. Конфликт закончился в 1779 году без каких-либо значительных вооружённых конфликтов. 13 мая 1779 года по Тешенскому договору все наследственные претензии Саксонии были урегулированы единовременной выплатой шести миллионов гульденов.
В 1770-х годах по финансовым причинам целевая численность полков была значительно сокращена, а кавалерийские полки сокращены до восьми. Однако с началом революционных потрясений многие германские князья и короли вновь увеличили свои армии. Курфюрст также увеличил свою армию в 1780—1785 годах. В 1789 г. фельдъегерский корпус был расформирован, а солдаты распределены в пехотные полки для дальнейшего усиления. Через год был сформирован первый саксонский гусарский полк численностью 508 человек и 502 лошади, всадников набирали из других кавалерийских полков. С 1780 г. военные учения проводились ежегодно, они происходили, например, под Лейпцигом, Дрезденом, Гроссенхайном, Мюльбергом и Штаухой. Учения проводились весной до 1787 года, а затем ежегодно осенью. Манёвры длились 14 дней; солдаты в отпуске были призваны заранее. Курфюрст использовал мирное время для общей подготовки и приведения знамён в соответствие со стандартами прусской армии, потому что, как и его предшественник, князь Ксавер, Фридрих Август III. впечатлён прусской армией и проводил пропрусскую внешнюю политику.
С началом Французской революции и последовавшими за ней войнами между Францией и немецкими государствами в 1792 году был мобилизован саксонский контингент, в его состав входили пять батальонов пехоты, десять эскадронов кавалерии и артиллерийская часть в составе десяти полковых орудий и батарея гаубиц, всего около 6000 человек и 3000 лошадей. Саксонский корпус успешно принял участие в битве при Кайзерслаутерне. В 1794/95 г. саксонские контингенты оставались в составе имперской армии, достигнув численности примерно до 9 тыс. человек. Поскольку французская армия неуклонно продвигалась на запад, курфюрст решил отделить свои войска от Рейнской армии и вернуть их. В октябре 1795 г. начался поход домой, полки были усилены другими войсками из курфюршества и закрепились на западной границе. В августе 1796 года между Саксонией и Францией начались переговоры о ненападении. Между государствами была согласована линия нейтралитета, и в сентябре 1796 года все саксонские солдаты были переведены обратно в свои родные казармы. 17 марта 1796 года Фридрих Август III создал золотую и серебряную медаль за храбрость Святого Генриха. Эта награда была впервые вручена заслуженным унтер-офицерам и рядовым офицерам 2 августа. В 1798 году саксонская армия была организована следующим образом:
В последующие годы боевой порядок саксонской армии был несколько изменён. В связи с опытом последней войны полк как боевое построение был заменён более мобильным и меньшим батальоном, в который для боевых учений объединялись четыре роты. Тем не менее курфюршество упорствовало в старой линейной тактике Семилетней войны.

### Наполеоновский период (1809—1814)
Австрия, уже потерпевшая поражение от Наполеона в 1805 г., в 1809 г. вновь приготовилась к борьбе с французами. Как член Рейнской конфедерации Саксония снова была вынуждена предоставить войска. Король мобилизовал свою армию в феврале 1809 года. 7 марта маршал Жан-Батист Бернадот принял командование саксонским контингентом, который был разделён на две дивизии и создан как 9-й армейский корпус в армии Рейнского союза. Корпус насчитывал около 16 тыс. человек. Саксоонцы в этой войне участвовали в осаде Линца, битве при Дорнахе и Ваграме.
На основании уже усовершенствованного в 1804 г. устава строевой подготовки пехоты, а также французских пехотных уставов 1808 года, 1810 года Лангенау издал составленные генерал-лейтенантом Карлом Кристианом Эрдманном фон Ле Коком, генерал-майорами Карлом Вильгельмом Фердинандом фон Функ, Карлом фон Герсдорфом и Иоганном Адольфом фон Тильманом, а также полковником Фридрихом фон Весной новые саксонские правила. Это было введено 1 мая 1810 года.
Дальнейшие изменения в рамках саксонской военной реформы:
- Омоложение офицерского корпуса;
- Сокращение хирургического персонала при улучшении военной медицины;
- Отмена ружей у офицеров — вместо них служба с обнажённой шпагой;
- Подача артиллерийских флажков в основной арсенал — экипаж только присягает на пушке;
- Расформирование штабного батальона, созданного тем временем (1809 г.);
- Совершенствование системы военной юстиции. Старшие офицеры получают право голоса в уголовных делах, запрещение телесных наказаний как средства наказания;
- Модификация униформы на основе французского образца и введение новых ружей, штыков и холодного оружия;
- Обучение новому способу ведения боя: колонны с линиями застрельщиков вместо старой, жёсткой формы линейной тактики;
- Введение первых правил учений для артиллерии;
- Введение общенационального набора с окружными комиссиями в качестве замены системы с фиксированным сроком службы в десять или восемь лет для призывников.

В результате этой реорганизации королевская саксонская армия усилилась, новое армейское управление ввело совершенно иные условия в отношении питания, обмундирования и снаряжения воинских частей Верховное командование обновлённой армией номинально находилось в руках короля. В 1810 году генерал-майор Генрих фон Черрини ди Монте Варки был военным министром, генерал-майор фон Герсдорф начальником штаба. В результате этой военной реформы Королевская саксонская армия в начале года была структурирована следующим образом::
В целом, в бюджете армии было 36 кавалерийских эскадронов общей численностью 6577 человек, 31 пехотный батальон или артиллерийская бригада общей численностью 24 937 человек и экзимированный корпус численностью 266 человек, всего 31 780 человек. Когда армия была реорганизована, карабинерный и четыре пехотных полка Эбшельвиц, Черрини, Бургдорф и Дрихеррн были расформированы и разделены между другими полками. Вновь сформированным полкам были присвоены следующие гарнизонные города в королевстве:
Саксонский контингент принял участие в российском походе Наполеона в составе 21-й и 22-й дивизий VII корпуса Великой Армии под командованием французского дивизионного генерала графа Жана-Луи-Безера Ренье, который всегда любил своих солдат из Саксонии. Всего саксы предоставили 18 пехотных батальонов, 28 кавалерийских эскадронов, 56 (шести- и четырёхфунтовых) орудий, всего 21 200 человек и 7000 лошадей. В марте 1812 года саксы двинулись в сторону России со своих полевых казарм под Губеном. Во время этого марша гвардейский кавалерийский полк Гард дю Корпус и кирасирский полк фон Застрова, а также конно-артиллерийская батарея Хиллера были выделены из саксонского строя по приказу кайзера и приписаны к IV кавалерийскому корпусу с польскими кирасирами в качестве бригада Тильмана. Это было 2070 человек, и они участвовали в наступлении на столицу России Москву. Половина этой бригады была уничтожена в битве под Москвой, но Garde du Corps первым прорвался через главный окоп русских. Остатки вошли в Москву с маршалом Мюратом 14 сентября.
Русская кампания закончилась катастрофически для саксонской армии. В январе 1813 г. от более чем 28-тысячной армии мало что осталось. Самые большие потери были у кавалерийских полков. В живых осталось всего около 70 солдат из полка Garde du Corps и Заструвского кирасирского полка. Полк Шеволегера принца Альбрехта также испытал полное уничтожение, только 30 из 628 кавалеристов вернулись домой.. Два пехотных полка vonrechte и Low и полк Chevauxleger Prinz Johann отправились на войну по особым поручениям. Под предводительством маршала Виктора они дошли до Смоленска. Здесь армия маршала получила приказ обеспечить отход после боя. Остальные 200 всадников полка принца Иоганна попали в плен, из пехотных полков в живых осталось только 100 человек. Они отошли к Березине. Ещё 40 человек погибли в битве на Березине. Численность полков неуклонно сокращалась. 20 декабря в плен попали последние бойцы полков. Из полка прав домой вернулись только десять офицеров; шесть офицеров из полка Лоу вернулись домой.
В декабре 1812 г. от каждого из двух легкопехотных полков оставалось всего по одному батальону. Чтобы, по крайней мере, снова достичь численности батальона, все саксонские пехотные полки должны были прикомандировать солдат к лёгким батальонам. Этот саксонский корпус также понёс во время кампании огромные потери. Помимо потерь в боях вокруг Буга в ноябре 1812 г., тысячи солдат VII армейского корпуса замёрзли на обратном марше к Березине. Из саксонской армии выжило только 1436 человек.